# خوسيه سانتوس راميريز
خوسيه سانتوس راميريز (بالإسبانية: José Santos Ramírez)‏ هو عسكري أرجنتيني، ولد في 1790 في سان لويس في الأرجنتين، وتوفي في 1851 في مندوزا في الأرجنتين.